# Thiais
Thiais is een gemeente in het Franse departement Val-de-Marne (regio Île-de-France). De gemeente telde 32.006 inwoners op 1 januari 2022. De plaats maakt deel uit van het arrondissement L'Haÿ-les-Roses.

## Geografie
De oppervlakte van Thiais bedroeg op 1 januari 2022 6,43 vierkante kilometer; de bevolkingsdichtheid was toen 4.977,6 inwoners per km².
De onderstaande kaart toont de ligging van Thiais met de belangrijkste infrastructuur en aangrenzende gemeenten.

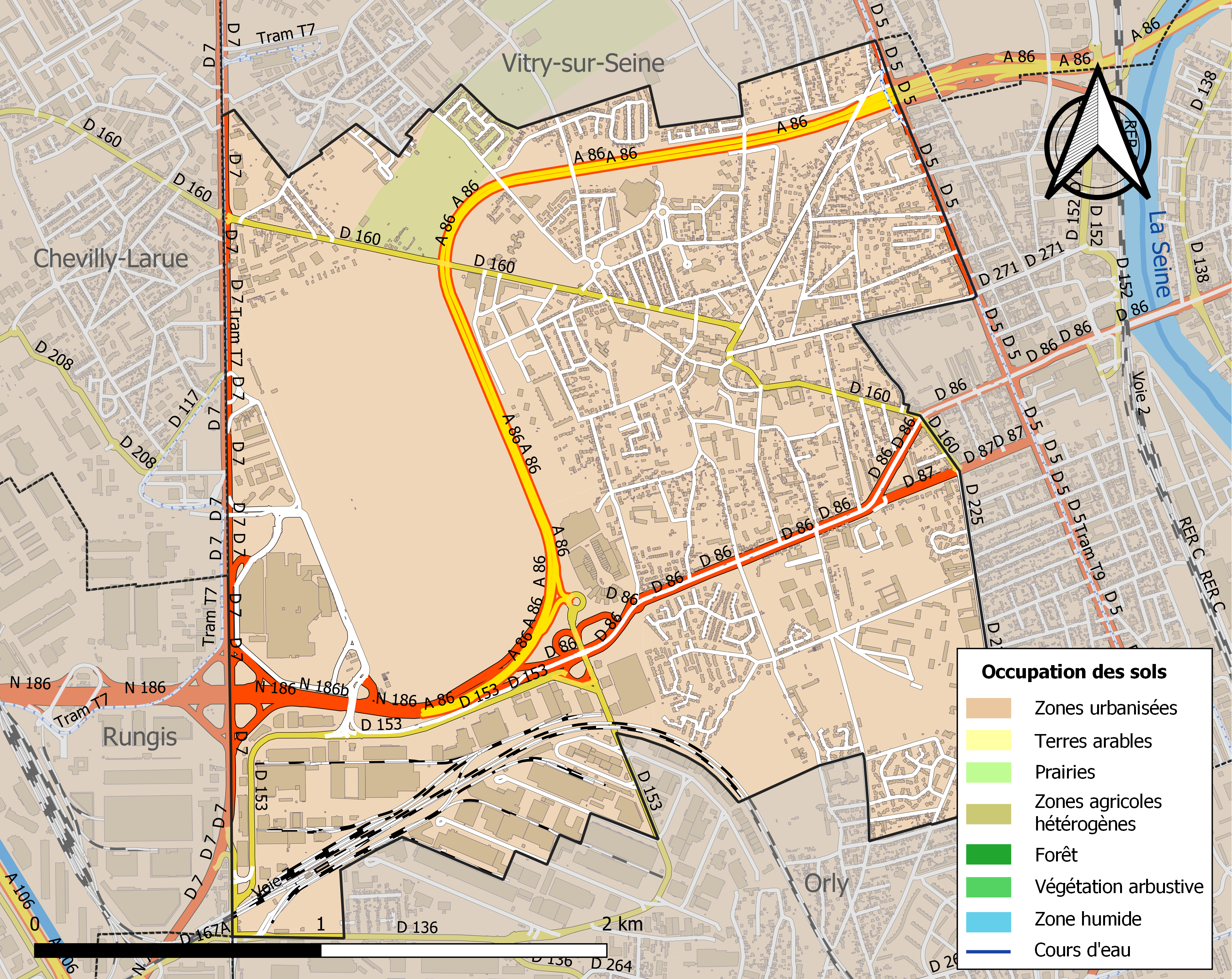

## Demografie
Onderstaande figuur toont het verloop van het inwonertal (bron: INSEE-tellingen).

## Geboren
- Adrien Fleury de Bar (1783-1861), generaal en politicus
- Franck Tabanou (1989), voetballer

## Overleden
- Cécile Goldscheider (1902-1988), kunsthistorica